# Публичный секс
Публичный секс, иногда также доггинг (от англ. dog — собака) — сексуальные действия, имеющие место в общественных или полуобщественных местах. Общественные взгляды относительно секса и сексуальности сильно различаются в разных культурах и в разные времена. Термин всё чаще употребляется для описания акта, имеющего место вне жилья; может происходить в общественных местах (туалеты, кабинки на пляжах, больничные палаты, кладбища).
До развития Интернета некоторые геи встречались в общественных местах (парки, уборные и т. д.) в поисках секса. В Соединённом Королевстве, начиная с 1990-х гг., развиваются услуги по предоставлению возможностей для секса в общественных коммерческих заведениях. Вероятно, это связано со смягчением взглядов на данное правонарушение.
По слухам, подобный секс практикуется во многих парках и на пляжах Ванкувера и Сан-Франциско. Журнал «Нью-Йорк» утверждает, что публичный секс довольно часто практикуется в Нью-Йорке, а перспектива такого секса является фантазией большого количества людей.
Также существует сленговый термин «коттеджинг», который в гомосексуальной среде определяет секс в общественных туалетах в парках, студенческих общежитиях, аэропортах.

## В поп-культуре
- Публичный секс является темой британского фильма 2009 года «Доггинг: История любви», который вышел в прокат в США под названием «Публичный секс», режиссёр — Симон Эллис, авторы — Майкл Грум и Норман Брок[6].